# Marley Purt Drive
"Marley Purt Drive" é uma canção dos Bee Gees do álbum Odessa, de 1969, e lançada como 2º single do disco apenas na África do Sul. Também foi editado num disco promocional para a rádio nos Estados Unidos.
É um country rock baseada no violão de Barry Gibb e é cantada solo por ele. Joseph Brennan diz que a música é inspirada em "The Weight" do grupo The Band.
Foi gravada em agosto de 1968, quando a turnê americana do álbum Idea foi cancelada por Robin Gibb estar doente. Os quatro demais integrantes do grupo foram, então, para o estúdio da Atlantic Records e gravaram "Marley Purt Drive" e mais sete canções. O banjoísta Bill Keith se lhes junta e grava os solos de banjo de "Marley Purt Drive" e de "Give Your Best". Em novembro de 1968, já com Robin Gibb de volta, Barry Gibb grava novo vocal no IBC Studios, na Inglaterra, e é adicionada a orquestra de fundo. A versão com o vocal de Nova Iorque aparece como "Alternate Mix" na edição de luxo de Odessa lançada em 2009.
A canção não alcançou sucesso em nenhum dos dois países. Porém, na versão de José Feliciano, a canção alcançou o 70º lugar na Billboard Hot 100 e 33º na Billboard Hot 100 Adult Contemporary, além do 48º lugar no Hot 100 da revista canadense RPM e 26º na tabela Adult Contemporary da mesma revista.

## Lista de faixas
Todas as faixas escritas e compostas por B., R. & M. Gibb. 
| 7" (Áf. Sul: Polydor PS 47) |                     |         |  |
| N.º                         | Título              | Duração |  |
| 1.                          | "Marley Purt Drive" | 4:26    |  |
| 2.                          | "Melody Fair"       | 3:48    |  |
| Duração total:              | Duração total:      | 8:14    |  |

| 7" PROMO (EUA: ATCO EP 4535) |                            |           |  |
| N.º                          | Título                     | Duração   |  |
| 1.                           | "Marley Purt Drive"        | 4:26      |  |
| 2.                           | "Suddenly" "Sound of Love" | 2:29 3:27 |  |
| Duração total:               | Duração total:             | 10:22     |  |

## Ficha técnica
Fonte: 
- Barry Gibb — vocal, violão
- Maurice Gibb — vocal, baixo, violão, piano
- Vince Melouney — guitarra
- Colin Petersen — bateria
- Bill Keith — banjo
- Adrian Barber — engenheiro de áudio
- Bill Shepherd — arranjo de orquestra
- Robert Stigwood — produtor musical
- Bee Gees — produtor musical